# Traité de Limerick
Le traité de Limerick est un traité signé le 13 octobre 1691 (3 octobre du calendrier julien), au lendemain du siège (en) de Limerick, entre le nouveau roi d'Angleterre Guillaume III d'Orange et son prédécesseur renversé en 1688, Jacques II.
Le traité assure aux catholiques le droit de partir en exil et une certaine liberté de culte. Un grand nombre d'Irlandais quittent alors leur pays pour venir en France où Jacques II vit en exil sous la protection de Louis XIV et où les réfugiés jacobites sont accueillis favorablement. Ils ont fait la Brigade irlandaise. À la bataille de Fontenoy, le cri de guerre irlandais était « Cuimhnígí ar Luimneach agus ar fheall na Sasanach! » soit « Rappeler Limerick et la perfidie anglaise ».
Mais, quelques années plus tard, à la suite de nouvelles rébellions, le gouvernement anglais instaure de sévères lois pénales, interdisant aux catholiques de circuler librement, d'occuper un poste dans les fonctions publiques et d’acquérir des terres.